# Vingtième théâtre
Le Vingtième théâtre est un ancien théâtre municipal du 20e arrondissement de Paris, situé au n° 7 de la rue des Plâtrières, dans le quartier de Ménilmontant. Il a existé de 1966 à 2016.

## Historique
Équipement culturel de proximité, propriété de la ville de Paris, il fait initialement partie du centre d'animation des Amandiers ouvert en 1966, avant de prendre son indépendance en 1994. Sa gestion est alors déléguée à une association, « Le Nouveau Théâtre de novembre », dirigée par Pascal Martinet. Restructurée, sa salle de 245 places en gradins accueillait chaque année environ 70 compagnies professionnelles ainsi que des associations de l'arrondissement. Il acquit avec le temps une certaine notoriété grâce à sa programmation de théâtre musical.  
Le théâtre ferme en juillet 2016, la mairie de Paris ayant décidé de le fusionner à nouveau avec le centre d'animation des Amandiers : la nouvelle structure unique est alors dénommée « fabrique culturelle », malgré une forte polémique,. Rebaptisée Les Plateaux sauvages et dirigée par Laëtitia Guédon, la nouvelle structure est inaugurée début 2017, malgré des travaux prévus jusqu'à fin 2018.

## Activités
- Théâtre et théâtre musical
- Concerts
- Ballets